# Sandy Cabrera Arteaga

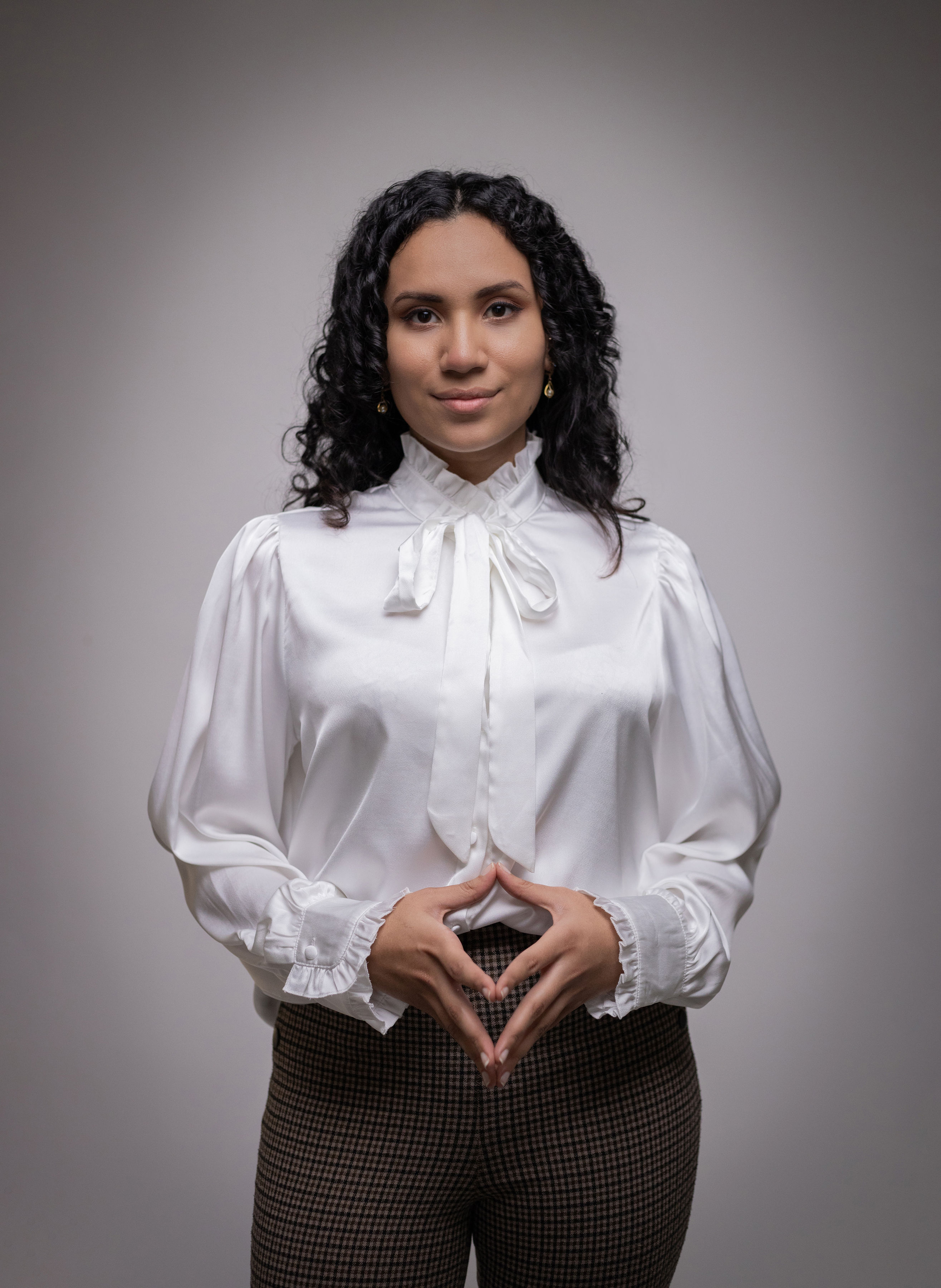
Fotografía de Sandy

Sandy Cabrera Arteaga (20 de septiembre de 2000) es una activista de Honduras por los derechos de las mujeres, enfocada en los derechos sexuales y reproductivos. Es una promotora de la educación sexual en Honduras. Es la primera mujer hondureña en ser incluida en la lista de BBC 100 Women,por su trabajo para promover información sobre los anticonceptivos de emergencia en Honduras, donde estuvieron prohibidos hasta 2023.

## Biografía
Arteaga estudió Filosofía en la Universidad Nacional Autónoma de Honduras. Trabaja como comunicadora social y vive en Tegucigalpa, la capital de Honduras.  
Arteaga aboga por los derechos de las mujeres y los derechos humanos.Como parte de su activismo, promueve campañas comunicacionales y educativas alrededor de los derechos sexuales y reproductivos. También da talleres sobre los anticonceptivos de emergencia.
A sus 18 años, fue parte de lo que inició siendo una campaña, titulado Yo No Quiero Ser Violada, lo que seguidamente se convirtió en un movimiento nacional en Honduras. Ella, con Erika García, Nahomy Alas y Julissa Rivas, distintas voceras de la campaña, cofundaron en una asamblea nacional este movimiento, con ayuda del GEPAE (Grupo Estratégico Por Las Pastillas Anticonceptivas de Emergencia, PAE). Este espacio le propició a Sandy un impulso para abogar por las PAE, la cual fue prohibida durante los años del 20009 al 20223, debido a que grupo de ultraderecha, fundamentalistas y religiosos, la negaran después del Golpe de Estado al Gobierno del Expresidente Manuel Zelaya Rosales. 
Su primer trabajo formal fue en el consorcio global Derechos Aquí y Ahora, Honduras! el cual estaba relacionado con Derechos Sexuales y Reproductivos, enfocado en juventudes, población LGTBIQ+ y mujeres. Sandy fue el punto focal para la Secretaria de la Juventud de esta organización, y mientras fue parte ayudó a influir en jóvenes para reforzar sus conocimientos y empoderarlas a defender sus derechos. 
Formó parte de la organización Acción Joven y se desempeñó como vocera de la campaña Hablemos lo que es. Arteaga y sus compañeros activistas realizaron campañas para disipar mitos sobre la salud sexual y reproductiva, como el mito de que las píldoras anticonceptivas de emergencia causan cáncer, a través de videos de TikTok, publicaciones instructivas en Instagram y una campaña a nivel estatal. También lograron que más de 700.000 hondureños firmaran una petición instando al gobierno hondureño a tomar medidas para eliminar la prohibición sobre los anticonceptivos de emergencia.

### Premios y Reconocimientos
En 2022, BBC incluyó a Arteaga en la lista de las 100 mujeres más inspiradoras del mundo . Se convirtió así en la primera mujer de nacionalidad hondureña en ser incluida en esta lista. 
En 2023, JCI Honduras la reconoció en los premios TOYP en la categoría "Asuntos Legales", por su labor el pro de los derechos de las mujeres. 
En 2023, el Consejo Nacional de las Juventudes de Honduras la premió en la categoría "Derechos Humanos", debido a su gran liderazgo y desempeño como defensora de estos derechos en la sociedad hondureña.